# Bella Dolores (pollacra)
La Bella Dolores va ser una pollacra, després bergantí, construïda l'any 1856 a Lloret de Mar pel mestre d'aixa Bonaventura Ribas i Maura, conegut com a Pa-i-ais.
Realitzà nombroses travessies per l'Atlàntic on va patir greus avaries. Per aquest motiu, els propietaris del vaixell, els senyors Duralls, decidiren allargar l'eslora per fer-lo més maniobrable i segur en alta mar. Aquesta operació fou encomanada al mestre d'aixa lloretenc Agustí Macià, conegut com a Es Vaiapare. La transformació del casc es feu a Lloret de Mar entre el juny de 1875 i el juny de 1876, i enllestida aquesta tasca, el 1880 va canviar-se el seu aparell de pollacra rodona pel de bergantí rodó. Anys més tard, el 1896 fou venuda a un armador de Melilla per 5.000 pessetes, sense tenir cap més informació del seu destí.
Molt recordada popularment, el març de 1944 va estrenar-se al Teatre Cinema Modern de Lloret de Mar una sarsuela amb el nom de Bella Dolores, en homenatge a aquest veler.